# Centralna Banka Bosne i Hercegovine
Centralna Banka Bosne i Hercegovine (česky Centrální banka Bosny a Hercegoviny, cyrilicí Централна банка Босне и Херцеговине (CBBiH, ЦББиХ)) je centrální bankou v Bosně a Hercegovině. Postavení banky bylo v zákonech zakotveno 20. června 1997 a úřad vznikl oficiálně 11. srpna téhož roku.
Sídlí v Sarajevu; její hlavní úkoly stanoví bosenský zákon a Daytonská mírová smlouva z roku 1995. CBBiH spravuje Konvertibilní marku – zajišťuje měnovou stabilitu a pevný kurz 1 KM: 0,51129 €. Banka též dohlíží na dodržování této měnové politiky v zemi, koordinuje svoji činnost s dalšími peněžními ústavy na nižším stupni. Hlavním orgánem CBBiH je bankovní rada, která se skládá z pěti členů, které jmenuje Předsednictvo s šestiletým mandátem. V prvních šesti letech existence banky (tedy od 11. srpna 1997) ji tvořil guvernér banky a její tři členové, vybraní po jednom ze všech tří národů státu – tedy Srbů, Chorvatů a Bosňáků.